# Los Angeles Rams 1975
La stagione 1975 dei Los Angeles Rams è stata la 38ª della franchigia nella National Football League e la 230ª a Los Angeles La squadra vinse il terzo di otto titoli di division consecutivi, un record NFL all'epoca. Nei playoff raggiunse per il secondo anno consecutivo la finale di conference, dove fu battuta dai Dallas Cowboys. Nel 2007, ESPN.com classificò la difesa dei Rams del 1975 come la decima migliore della storia della NFL.

## Scelte nel Draft 1975
| Scelte dei Rams nel Draft 1975 |        |               |                  |                 |
| Giro                           | Scelta | Giocatore     | Ruolo            | College         |
| 1                              | 9      | Mike Fanning  | Defensive tackle | Notre Dame      |
| 1                              | 11     | Dennis Harrah | tackle           | Miami           |
| 1                              | 20     | Doug France   | tackle           | Ohio State      |
| 2                              | 28     | Monte Jackson | Cornerback       | San Diego State |
| 2                              | 48     | Leroy Jones   | Defensive end    | Norfolk State   |

## Roster
| Roster dei Los Angeles Rams nel 1975 |
| --- |
| Quarterback - 12 James Harris - 16 Ron Jaworski Running Back - 45 Jim Bertelsen - 32 Cullen Bryant - 22 John Cappelletti - 30 Lawrence McCutcheon - 39 Rod Phillips - 33 Rob Scribner Wide Receiver - 29 Harold Jackson - 81 Ron Jessie - 24 Willie McGee - 84 Jack Snow Tight End - 80 Bob Klein - 83 Terry Nelson Offensive Linemen - 73 Charlie Cowan T - 77 Doug France T - 60 Dennis Harrah G - 65 Tom Mack G - 61 Rich Saul C - 71 Joe Scibelli G - 75 John Williams T Defensive Linemen - 89 Fred Dryer DE - 79 Mike Fanning DT - 76 Cody Jones DT - 67 Bill Nelson DT - 74 Merlin Olsen DT - 85 Jack Youngblood DE Linebacker - 36 Ken Geddes - 52 Rick Kay - 57 Jim Peterson - 64 Jack Reynolds - 58 Isiah Robertson - 59 Jim Youngblood Defensive Back - 44 Al Clark CB - 42 Dave Elmendorf SS - 28 Monte Jackson - 41 Eddie McMillan CB - 49 Rod Perry CB - 20 Steve Preece S Special Team - 17 Duane Carrell P - 10 Tom Dempsey K                                            |
| Legenda - I rookie sono in corsivo. - Il primo ruolo è il principale mentre gli eventuali successivi indicano i ruoli secondari. - (IR) sta per Injured Reserve ed indica la lista ristretta per un solo giocatore infortunato che può tornare ad allenarsi dopo la settimana 6 e a rientrare in prima squadra dopo che questa ha giocato 8 partite. - (NF-Inj.) / (NF-Ill.) stanno rispettivamente per Non-Football Injured e Non-Football Illness ed indicano le liste dove viene inserito un giocatore che ha un infortunio o una malattia non dipendente dal football americano. - (PUP) sta per Physically Unable to Perform ed indica la lista dove viene inserito un giocatore mentre è in attesa di recuperare la condizione fisica. Nella stagione regolare dopo la sesta partita giocata dalla propria squadra, il giocatore ha tempo tre settimane per riprendere ad allenarsi, più tre settimane aggiuntive dal suo rientro agli allenamenti per rientrare in prima squadra. |

## Calendario

### Stagione regolare
| Stagione regolare |                        |           |
| Turno             | Avversario             | Risultato |
| 1                 | at Dallas Cowboys      | S 18–7    |
| 2                 | at San Francisco 49ers | V 23–14   |
| 3                 | Baltimore Colts        | V 24–13   |
| 4                 | at San Diego Chargers  | V 13–10   |
| 5                 | Atlanta Falcons        | V 22–7    |
| 6                 | New Orleans Saints     | V 38–14   |
| 7                 | at Philadelphia Eagles | V 42–3    |
| 8                 | San Francisco 49ers    | S 24–23   |
| 9                 | at Atlanta Falcons     | V 16–7    |
| 10                | Chicago Bears          | V 38–10   |
| 11                | at Detroit Lions       | V 20–0    |
| 12                | at New Orleans Saints  | V 14–7    |
| 13                | Green Bay Packers      | V 22–5    |
| 14                | Pittsburgh Steelers    | V 10–3    |

### Playoff
| Playoff                 |                  |                     |           |
| Turno                   | Data             | Avversario          | Risultato |
| Divisional              | 27 dicembre 1975 | St. Louis Cardinals | V 35–23   |
| Conference Championship | 4 gennaio 1976   | Dallas Cowboys      | S 37–7    |

## Classifiche
| NFC West            |    |    |   |      |     |      |     |     |     |
|                     | V  | S  | P | %    | DIV | CONF | PF  | PS  | STR |
| Los Angeles Rams(2) | 12 | 2  | 0 | .857 | 5–1 | 9–2  | 312 | 135 | V6  |
| San Francisco 49ers | 5  | 9  | 0 | .357 | 3–3 | 4–7  | 255 | 286 | S4  |
| Atlanta Falcons     | 4  | 10 | 0 | .286 | 3–3 | 3–8  | 240 | 289 | S1  |
| New Orleans Saints  | 2  | 12 | 0 | .143 | 1–5 | 2–9  | 165 | 360 | S7  |